# Grau-Segge
Die Grau-Segge (Carex canescens), auch Graue Segge genannt, ist eine Pflanzenart aus der Gattung der Seggen innerhalb der Familie der Sauergrasgewächse (Cyperaceae).

## Beschreibung

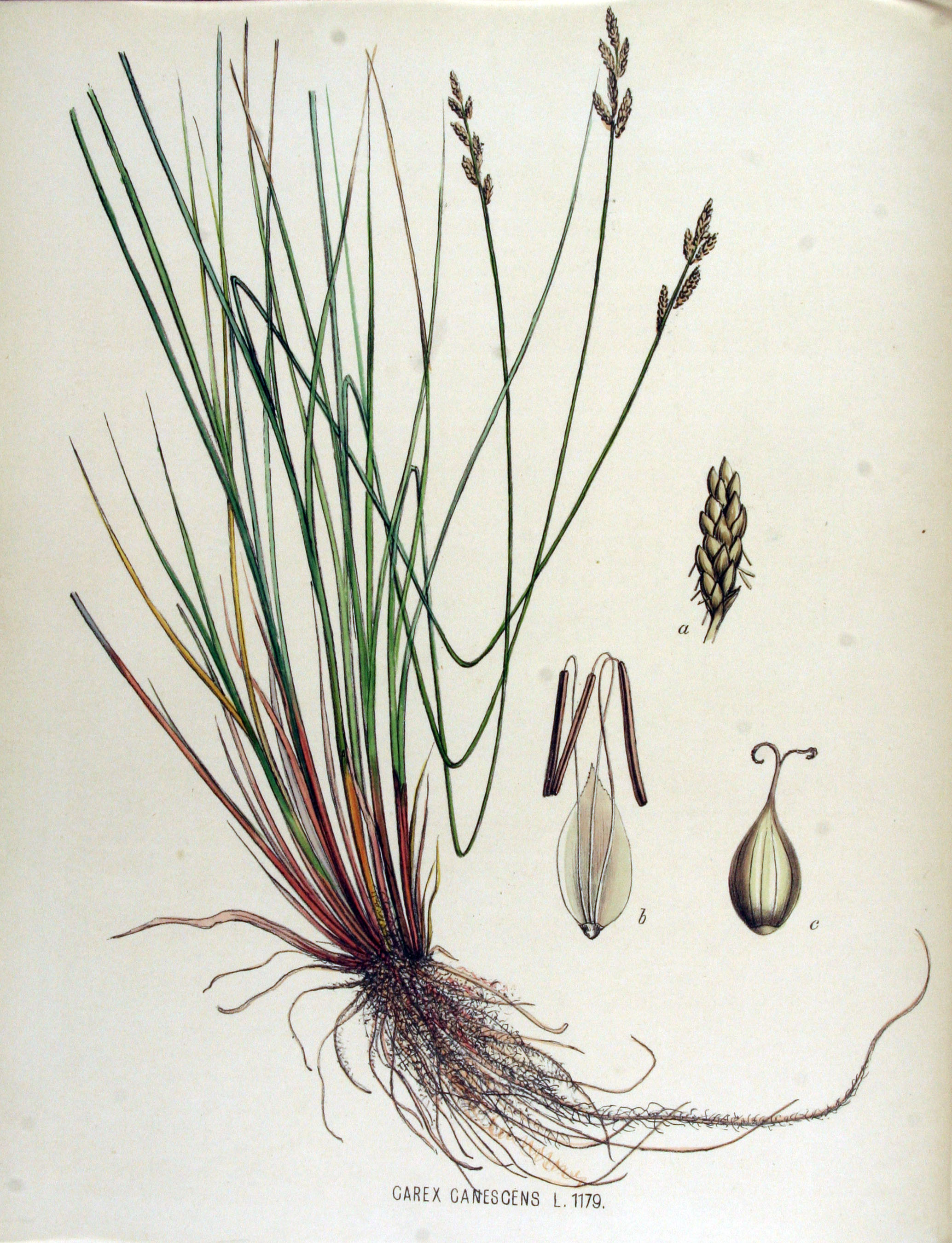
Illustration aus Flora Batava, Volume 15

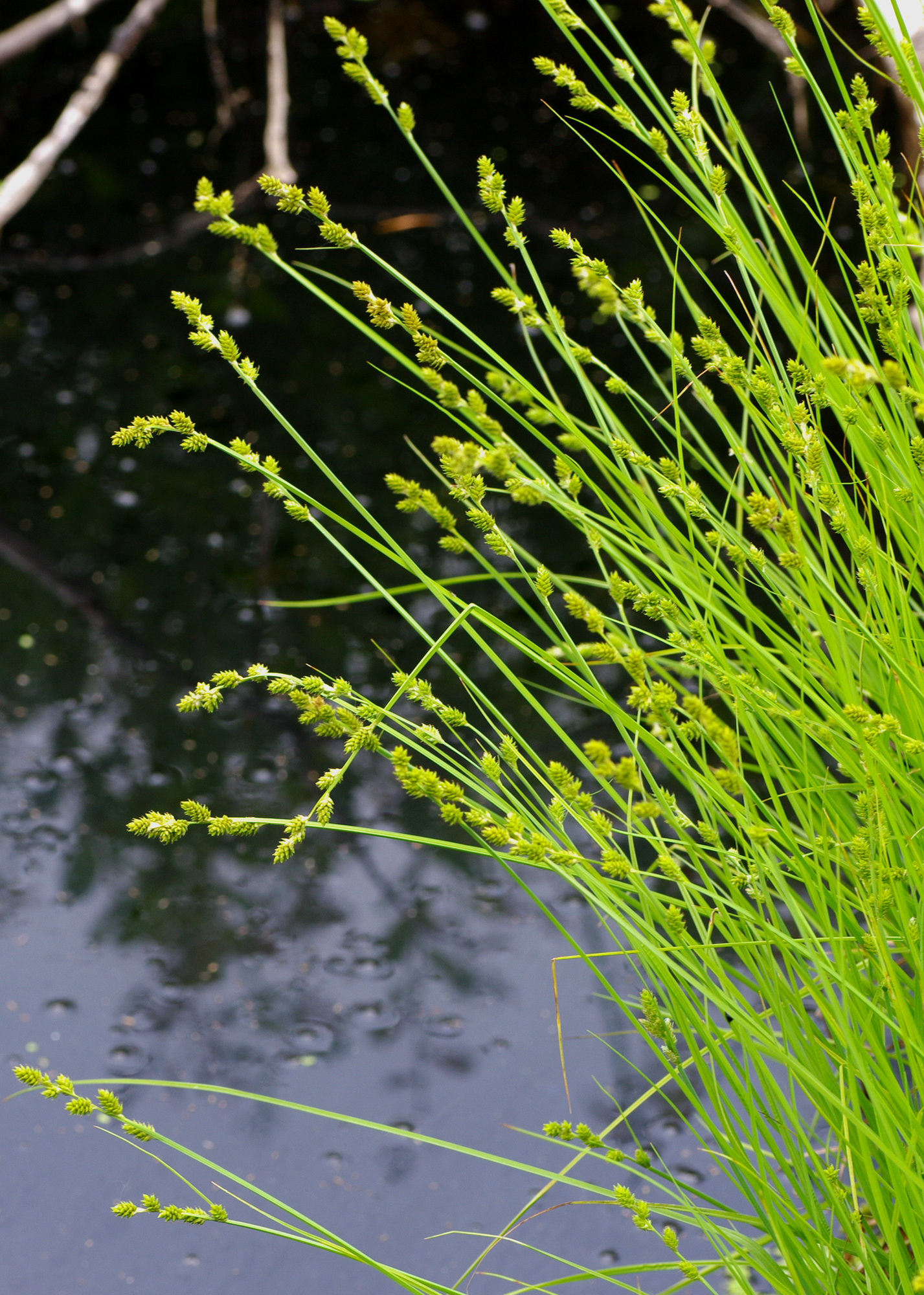
Habitus und Blütenstände

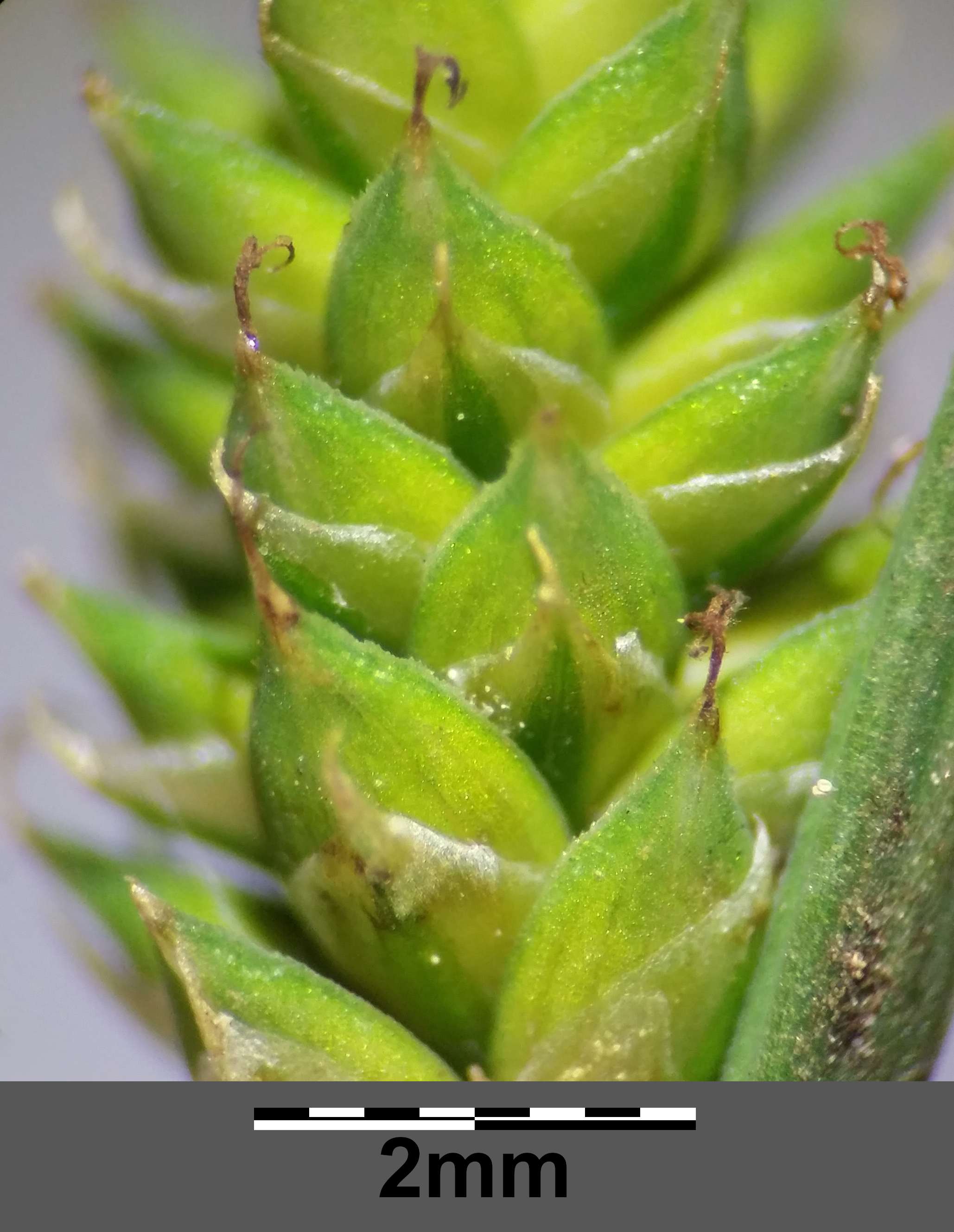
Fruchtstand von Carex canescens subsp. canescens

### Vegetative Merkmale
Die Grau-Segge ist eine ausdauernde krautige Pflanze und erreicht Wuchshöhen von 20 bis 60 Zentimetern. Sie bildet oft ziemlich dichte Rasen. Der aufrechte Stängel ist scharf dreikantig und im oberen Teil rau; er ist im unteren Teil beblättert. Die Laubblätter sind flach, 2 bis 4 Millimeter breit und grau-grün.

### Generative Merkmale
Der 3 bis 5 Zentimeter lange ährige Blütenstand enthält meist vier bis sechs (bis zu elf) sitzenden Ährchen. Das unterste Ährchen ist meist etwas abgesetzt, die anderen stehen dicht beieinander. Die bei einer Länge von etwa 5 Millimetern sowie einer Breite von 4 Millimetern länglich-elliptischen Ährchen enthalten ziemlich dicht angeordnet 7 bis 18 Blüten. Die Blüten am Grunde des Ährchens sind männlich, darüber kommen die weiblichen Blüten. Die gelb-grünen Spelzen sind bei einer Länge von 1,5 bis 2 Millimetern sowie einer Breite von etwa 1 Millimetern breit-eiförmig mit spitzem oberen Ende. Die aufrecht abstehenden Schläuche sind länger als die Spelzen, in einen sehr kurzen Schnabel verschmälert und besitzen auf beiden Seiten deutlich dunkler gefärbte Nerven. Es sind zwei Narben vorhanden.
Die Früchte sind gelb-braun.
Die Chromosomenzahl beträgt 2n = 52, 54 oder 56.

## Ökologie und Phänologie
Die Blütezeit der Grau-Segge reicht von Mai bis Juni. Die reifen Früchte fallen rasch ab, meist schon im Juni, spätestens im Juli. Die Samen keimen fast zu 100 % innerhalb eines Monats nach der Aussaat. Die Art bildet keine Samenbank.

## Vorkommen
Die Grau-Segge ist ein zirkumpolar-temperates bis subarktisches Florenelement. Ihr Areal erstreckt sich von den gemäßigten bis subarktischen Gebieten Eurasiens von Nordspanien und Irland im Westen bis nach Kamtschatka und Nord-Japan im Osten; in Europa kommt sie im Norden bis zum Nordkap, ferner bis Island und Grönland vor; in Südeuropa fehlt sie auf weiten Strecken, so in den südlichen Teilen von Spanien, in Italien und auf der Balkanhalbinsel; zerstreute Vorkommen gibt in Nordost-Anatolien, im Kaukasusraum, in den zentralasiatischen Gebirgen und im westlichen Himalaya; in Nordamerika erstreckt sich ihr Areal von Alaska bis Labrador, und es stößt in den Gebirgen auch weit nach Süden vor (bis Kalifornien, Arizona, Ohio und Virginia). Auch in Südamerika kommt sie vor.
In Deutschland kommt sie zerstreut bis verbreitet vor, fehlt aber in manchen Gebieten, z. B. in den mitteleuropäischen Kalkgebieten.
Die Grau-Segge gedeiht in Mitteleuropa auf nassen, nur mäßig nährstoffreichen sauren Sumpf-Böden in Flach- und Hochmooren, in Torfstichen, auf vernässtem Sandboden, an Ufern, auch auf nassen Wiesen und in Waldsümpfen. Sie meidet hier stärker beschattete Stellen.  Sie ist eine Kennart des Caricetum fuscae aus dem Verband Caricion fuscae. Sie steigt in den Alpen bis in Höhenlagen von 2200 Meter auf. In den Allgäuer Alpen steigt sie an der Höferspitze in Vorarlberg bis in eine Höhenlage von 1950 Meter auf.
Die ökologischen Zeigerwerte nach Landolt et al. 2010 sind in der Schweiz: Feuchtezahl F = 4+w+ (nass aber stark wechselnd), Lichtzahl L = 4 (hell), Reaktionszahl R = 2 (sauer), Temperaturzahl T = 2+ (unter-subalpin und ober-montan), Nährstoffzahl N = 2 (nährstoffarm), Kontinentalitätszahl K = 3 (subozeanisch bis subkontinental), Salztoleranz = 1 (tolerant).

## Systematik
Die Erstveröffentlichung von Carex canescens erfolgte 1753 durch Carl von Linné in Species Plantarum, Tomus II, Seite 974. Das Artepitheton canescens bedeutet „grau werdend“, „ergrauend“. Als Lektotypus wurde eine Abbildung aus Flora Prussica von Johannes Loesel festgelegt. Dadurch konnte die traditionelle Auffassung des Namens beibehalten werden und der zeitweise in Diskussion stehende Name Carex curta Good. verworfen werden.
Synonyme für Carex canescens L. sind: Carex curta Gooden., Carex hylaea V.I.Krecz., Carex cinerea Pollich, Vignea cinerea (Pollich) Dostál, Carex richardii Thuill., Carex similis d’Urv., Carex skottsbergii Gand., Carex canescens var. alpicola Wahlenb., Carex canescens var. curta Macloskie, Carex canescens var. dubia L.H.Bailey, Carex canescens var. fallax Kurtz,  Carex curta var. robustior (Kük.) B.Boivin Das Homonym Carex canescens Leers ist ein Synonym von Carex leersiana. Das Homonym Carex canescens Huds. ist ein Synonym von Carex divulsa.
Es gibt etwa zwei Unterarten:
- Carex canescens subsp. canescens: Ihr Verbreitungsgebiet deckt sich weitgehend mit dem der Art.
- Carex canescens subsp. disjuncta (Fernald) Toivonen: Sie kommt im östlichen Nordamerika vor.[3] Sie unterscheidet sich von Carex canescens subsp. canescens durch 30 bis 90 Zentimeter Wuchshöhe, 6 bis 12, selten bis zu 15 Zentimeter lange Blütenstände mit deutlich voneinander entfernt angeordneten Ährchen[13]

2007 gab es noch eine Varietät:
- Carex canescens var. robustior Blytt ex Andersson: Sie kommt im südlichsten Südamerika und auf den Falkland-Inseln vor.[3]